# Microsoft Tag

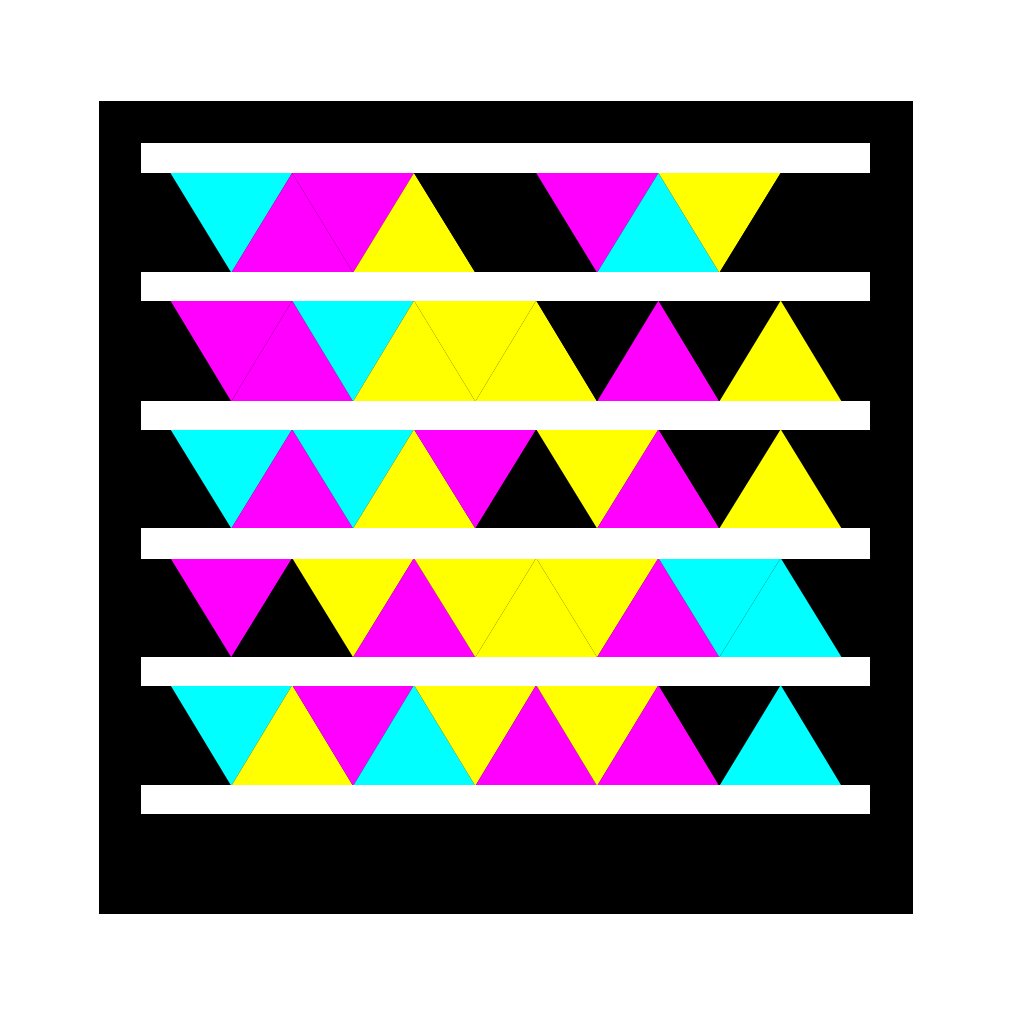
Przykładowy kod kreskowy Microsoft Tag kodujący URI

Microsoft Tag to opracowany przez Microsoft Research nowy system kodów kreskowych, oficjalnie zaprezentowany na targach CES 2009. Kod należy do grupy kolorowych kodów dwuwymiarowych. Zgodnie z założeniami zawartość kodów ma być zorientowana przede wszystkim na klienta, tzn. mają one np. zawierać linki do stron internetowych producentów, dodatkowych materiałów, dane kontaktowe itp. Ich zadaniem jest rozszerzanie informacji na temat produktu przy czym dany kod się znajduje poprzez odwołanie do Internetu.

## Zasada działania
Cały projekt bazuje na Internecie oraz urządzeniach mobilnych. W przypadku kodów wygenerowanych online na stronie Microsoftu, sam kod zawiera jedynie identyfikator, używany do połączenia z serwerami Microsoftu, na których przechowywane są właściwe informacje, jakie przy pomocy danego kodu chciał przekazać jego twórca. Używając innych generatorów, można tworzyć kody zawierające tylko pożądaną informację. Jako czytniki kodów służyć mają aparaty cyfrowe wbudowane w telefony komórkowe, smartfony oraz PDA.
Na kompatybilnym (aktualnie są to konstrukcje działające pod kontrolą systemów Windows Mobile 5 i 6, Windows Phone oraz Symbian S60 3rd Edition, a także iPhone, BlackBerry, Android i telefony obsługujące J2ME) urządzeniu wyposażonym w aparat cyfrowy oraz dostęp do Internetu należy zainstalować darmową aplikację autorstwa Microsoftu, a następnie uruchomić ją i skierować obiektyw aparatu na dany kod. Pozostałe czynności są zautomatyzowane w stopniu zależnym od konkretnej platformy. Aplikacja może odczytać kod, połączyć się z Internetem i wykonać przypisaną akcję.

## Konstrukcja kodów
System Microsoft Tag oparty jest na technologii HCCB (High Capacity Color Barcode), opracowanej przez Microsoft Research. Kod to siatka o wymiarach 5x10 złożona z trójkątów w czterech kolorach (żółtym, czarnym, różowym oraz błękitnym). Zastosowanie do kodowania wielu kolorów pozwala na zwiększenie gęstości upakowania informacji. Łącznie można w nim zapisać 13 bajtów danych, włączając w to algorytm korygujący Reed-Salomon, który pozwala na odczytaniu kodu nawet jeżeli jest on częściowo zniszczony. Zastosowanie kolorów oraz różnego ułożenia symboli geometrycznych pozwoliło na umieszczenie większej ilości informacji na mniejszej powierzchni, więc rozmiar kodu zaczynać się może już od ok. 1,6 × 1,6 cm (0,625").

## Dostępność
Od dnia 19.08.2013 serwis Microsoft Tag wszedł w fazę końcową – nie jest możliwa rejestracja nowych użytkowników. W dniu 19.08.2015 usługa została wyłączona.